# Athletissima 2023
Die Athletissima 2023 war eine Leichtathletik-Veranstaltung, die am 29. und 30. Juni im Stade Olympique de la Pontaise in Lausanne stattfand und Teil der Diamond League war.

## Ergebnisse

### Männer

#### 200 m
| Platz | Athlet            | Land | Zeit (s) |
| ----- | ----------------- | ---- | -------- |
| 1     | Letsile Tebogo    | BOT  | 20,01    |
| 2     | Jereem Richards   | TTO  | 20,11    |
| 3     | Joseph Fahnbulleh | LBR  | 20,21    |
| 4     | Reynier Mena      | CUB  | 20,24    |
| 5     | Aaron Brown       | CAN  | 20,44    |
| 6     | Andre De Grasse   | CAN  | 20,57    |
| 7     | William Reais     | SUI  | 20,91    |
| 8     | Taymir Burnet     | NED  | 21,30    |

Wind: −1,4 m/s

#### 400 m
| Platz | Athlet              | Land | Zeit (s) |
| ----- | ------------------- | ---- | -------- |
| 1     | Leungo Scotch       | BOT  | 44,94    |
| 2     | Dylan Borlée        | BEL  | 45,86    |
| 3     | Lionel Spitz        | SUI  | 45,92    |
| 4     | Davide Re           | ITA  | 45,95    |
| 5     | Liemarvin Bonevacia | NED  | 46,29    |
| 6     | Ricky Petrucciani   | SUI  | 46,38    |
| 7     | Thomas Jordier      | FRA  | 46,77    |
| 8     | Charles Devantay    | SUI  | 46,77    |

#### 1500 m
| Platz                     | Athlet                     | Land | Zeit (min) |
| ------------------------- | -------------------------- | ---- | ---------- |
| 1                         | Jakob Ingebrigtsen         | NOR  | 3:28,72 MR |
| 2                         | Lamecha Girma              | ETH  | 3:29,51 NR |
| 3                         | Josh Kerr                  | GBR  | 3:29,64 SB |
| 4                         | Elliot Giles               | GBR  | 3:31,56 PB |
| 5                         | Samuel Tanner              | NZL  | 3:32,27 SB |
| 6                         | Neil Gourley               | GBR  | 3:32,63    |
| 7                         | Stewart McSweyn            | AUS  | 3:32,85    |
| 8                         | Teddese Lemi               | ETH  | 3:34,21    |
| 9                         | Pietro Arese               | ITA  | 3:36,10    |
| 10                        | Tom Elmer                  | SUI  | 3:36,54    |
| 11                        | Julian Ranc                | FRA  | 3:38,61    |
|                           | Mounir Akbache (Pacemaker) | FRA  | DNF        |
| Erik Sowinski (Pacemaker) | USA                        | DNF  |            |

#### 5000 m
| Platz                       | Athlet               | Land | Zeit (min)        |
| --------------------------- | -------------------- | ---- | ----------------- |
| 1                           | Berihu Aregawi       | NOR  | 12:40,45 WL MR PB |
| 2                           | Joshua Cheptegei     | UGA  | 12:41,61 SB       |
| 3                           | Hagos Gebrhiwet      | ETH  | 12:49,80 SB       |
| 4                           | Telahun Haile Bekele | ETH  | 12:49,81          |
| 5                           | Selemon Barega       | ETH  | 13:00,20          |
| 6                           | Birhanu Balew        | BHR  | 13:01,41 SB       |
| 7                           | Kuma Girma           | ETH  | 13:03,37          |
| 8                           | Gemechu Dida         | ETH  | 13:03,50 PB       |
| 9                           | Magnus Tuv Myhre     | NOR  | 13:17,79          |
| 10                          | Ky Robinson          | AUS  | 13:20,96          |
| 11                          | Jonas Raess          | SUI  | 13:22,53          |
| 12                          | Egide Ntakarutimana  | BDI  | 13:27,75          |
| 13                          | Muktar Edris         | ETH  | 13:29,65          |
|                             | Andreas Almgren      | SWE  | DNF               |
| Adam Czerwiński (Pacemaker) | POL                  | DNF  |                   |
| Callum Davies (Pacemaker)   | AUS                  | DNF  |                   |

#### 110 m Hürden
| Platz | Athlet            | Land | Zeit (s) |
| ----- | ----------------- | ---- | -------- |
| 1     | Shunsuke Izumiya  | JPN  | 13,22    |
| 2     | Jason Joseph      | SUI  | 13,23    |
| 3     | Just Kwaou-Mathey | FRA  | 13,37    |
| 4     | Lorenzo Simonelli | ITA  | 13,41    |
| 5     | Enrique Llopis    | ESP  | 13,43    |
| 6     | Rafael Pereira    | BRA  | 13,56    |
| 7     | Joshua Zeller     | GBR  | 13,58    |
|       | Wilhem Belocian   | SUI  | DSQ      |

Wind: −1,0 m/s

#### Weitsprung
| Platz | Athlet              | Land | Weite (m) |
| ----- | ------------------- | ---- | --------- |
| 1     | LaQuan Nairn        | BAH  | 8,11 SB   |
| 2     | Miltiadis Tendoglou | GRC  | 8,07      |
| 3     | Yūki Hashioka       | JPN  | 7,98      |
| 4     | Simon Ehammer       | SUI  | 7,97      |
| 5     | Murali Sreeshankar  | IND  | 7,88      |
| 6     | Filip Pravdica      | CRO  | 7,83      |
| 7     | Cheswill Johnson    | RSA  | 7,78      |
| 8     | Thobias Montler     | SWE  | 7,75      |
| 9     | Mattia Furlani      | ITA  | 7,73      |

#### Kugelstossen
| Platz | Athlet           | Land | Weite (m) |
| ----- | ---------------- | ---- | --------- |
| 1     | Ryan Crouser     | USA  | 22,29     |
| 2     | Tomas Walsh      | NZL  | 21,99     |
| 3     | Filip Mihaljević | CRO  | 21,42     |
| 4     | Leonardo Fabbri  | ITA  | 21,41     |
| 5     | Zane Weir        | ITA  | 21,36     |
| 6     | Adrian Piperi    | USA  | 21,24     |
| 7     | Tomáš Staněk     | CZE  | 20,65     |
| 8     | Roman Kokoschko  | UKR  | 19,98     |
| 9     | Armin Sinančević | SRB  | 19,50     |

#### Speerwurf
| Platz | Athlet          | Land | Weite (m) |
| ----- | --------------- | ---- | --------- |
| 1     | Neeraj Chopra   | IND  | 87,66     |
| 2     | Julian Weber    | GER  | 87,03     |
| 3     | Jakub Vadlejch  | CZE  | 86,13     |
| 4     | Oliver Helander | FIN  | 83,50     |
| 5     | Anderson Peters | GRN  | 82,23     |
| 6     | Artur Felfner   | UKR  | 81,89     |
| 7     | Keshorn Walcott | TTO  | 81,85     |
| 8     | Patriks Gailums | LAT  | 79,45     |
| 9     | Curtis Thompson | USA  | 74,75     |

### Frauen

#### 100 m
| Platz | Athletin              | Land | Zeit (s) |
| ----- | --------------------- | ---- | -------- |
| 1     | Marie-Josée Ta Lou    | CIV  | 10,88    |
| 2     | Daryll Neita          | GBR  | 11,07    |
| 3     | Gina Lückenkemper     | GER  | 11,17    |
| 4     | Ewa Swoboda           | POL  | 11,17    |
| 5     | Zoe Hobbs             | NZL  | 11,20    |
| 6     | Imani Lansiquot       | GBR  | 11,24    |
| 7     | Murielle Ahouré-Demps | CIV  | 11,27    |
| 8     | Mujinga Kambundji     | SUI  | 11,41    |

Wind: −0,8 m/s

#### 800 m
| Platz | Athletin                                      | Land | Zeit (min) |
| ----- | --------------------------------------------- | ---- | ---------- |
| 1     | Mary Moraa                                    | KEN  | 1:57,43 SB |
| 2     | Keely Hodgkinson                              | GBR  | 1:58,37    |
| 3     | Natoya Goule                                  | JAM  | 1:58,90    |
| 4     | Catriona Bisset                               | AUS  | 1:58,95    |
| 5     | Jemma Reekie                                  | GBR  | 1:59,32    |
| 6     | Audrey Werro                                  | SUI  | 1:59,71    |
| 7     | Lore Hoffmann                                 | SUI  | 2:00,49 SB |
| 8     | Elena Bellò                                   | ITA  | 2:00,76    |
| 9     | Noélie Yarigo                                 | BEN  | 2:04,93    |
|       | Patrycja Wyciszkiewicz-Zawadzka (Pacemakerin) | POL  | DNF        |

#### 100 m Hürden
| Platz | Athletin              | Land | Zeit (s)  |
| ----- | --------------------- | ---- | --------- |
| 1     | Jasmine Camacho-Quinn | PUR  | 12,40     |
| 2     | Tobi Amusan           | NGR  | 12,47 =SB |
| 3     | Tia Jones             | USA  | 12,51     |
| 4     | Pia Skrzyszowska      | POL  | 12,81     |
| 5     | Ditaji Kambundji      | SUI  | 12,83     |
| 6     | Nia Ali               | USA  | 12,83     |
| 7     | Nadine Visser         | NED  | 13,09     |
| 8     | Alaysha Johnson       | USA  | 14,36     |

Wind: −1,4 m/s

#### 400 m Hürden
| Platz | Athletin            | Land | Zeit (s) |
| ----- | ------------------- | ---- | -------- |
| 1     | Femke Bol           | NED  | 52,76 MR |
| 2     | Viivi Lehikoinen    | FIN  | 54,67    |
| 3     | Ayomide Folorunso   | ITA  | 55,12    |
| 4     | Jessie Knight       | GBR  | 55,13    |
| 5     | Anna Ryschykowa     | UKR  | 55,41 SB |
| 6     | Wiktorija Tkatschuk | UKR  | 55,69    |
| 7     | Lina Nielsen        | GBR  | 56,62    |
| 8     | Gianna Woodruff     | PAN  | 56,68    |

#### 3000 m Hindernis
| Platz | Athletin                    | Land | Zeit (min)    |
| ----- | --------------------------- | ---- | ------------- |
| 1     | Beatrice Chepkoech          | KEN  | 9:05,98 MR SB |
| 2     | Sembo Almayew               | ETH  | 9:06,82       |
| 3     | Peruth Chemutai             | UGA  | 9:11,91 SB    |
| 4     | Zerfe Wondemagegn           | ETH  | 9:14,34       |
| 5     | Lomi Muleta                 | ETH  | 9:15,35 SB    |
| 6     | Maruša Mišmaš Zrimšek       | SVN  | 9:19,20       |
| 7     | Marwa Bouzayani             | TUN  | 9:19,87       |
| 8     | Lea Meyer                   | GER  | 9:20,36       |
| 9     | Alice Finot                 | FRA  | 9:26,55       |
| 10    | Aimee Pratt                 | GBR  | 9:28,00       |
| 11    | Mekides Abebe               | ETH  | 9:31,14       |
| 12    | Tatiane da Silva            | BRA  | 9:43,09       |
| 13    | Adva Cohen                  | ISR  | 9:46,04       |
|       | Fancy Cherono (Pacemakerin) | KEN  | DNF           |

#### Hochsprung
| Platz | Athletin              | Land | Höhe (m)    |
| ----- | --------------------- | ---- | ----------- |
| 1     | Nicola Olyslagers     | AUS  | 2,02 WL =AR |
| 2     | Iryna Heraschtschenko | UKR  | 2,00 =PB    |
| 3     | Jaroslawa Mahutschich | UKR  | 1,97        |
| 4     | Morgan Lake           | GBR  | 1,94        |
| 5     | Julija Lewtschenko    | UKR  | 1,94 SB     |
| 6     | Daniela Stanciu       | ROU  | 1,94        |
| 6     | Angelina Topić        | SRB  | 1,94        |
| 8     | Nafissatou Thiam      | BEL  | 1,91        |
| 9     | Elisabeth Pihela      | EST  | 1,91        |
| 10    | Salome Lang           | SUI  | 1,87        |
| 11    | Karmen Bruus          | EST  | 1,83        |

#### Stabhochsprung
| Platz | Athletin           | Land | Höhe (m) |
| ----- | ------------------ | ---- | -------- |
| 1     | Katie Moon         | USA  | 4,82 WL  |
| 2     | Wilma Murto        | FIN  | 4,77 SB  |
| 3     | Eliza McCartney    | NZL  | 4,71     |
| 4     | Tina Šutej         | SVN  | 4,61     |
| 5     | Holly Bradshaw     | UKR  | 4,51     |
| 5     | Margot Chevrier    | FRA  | 4,51     |
| 7     | Nina Kennedy       | AUS  | 4,51     |
| 7     | Angelica Moser     | SUI  | 4,51     |
| 9     | Katerina Stefanidi | GRC  | 4,51     |
| 10    | Roberta Bruni      | ITA  | 4,51     |
| 11    | Alysha Newman      | CAN  | 4,41     |

#### Speerwurf
| Platz | Athletin          | Land | Weite (m) |
| ----- | ----------------- | ---- | --------- |
| 1     | Mackenzie Little  | AUS  | 65,70 PB  |
| 2     | Haruka Kitaguchi  | JPN  | 63,34     |
| 3     | Līna Mūze         | LAT  | 62,58 SB  |
| 4     | Adriana Vilagoš   | SRB  | 61,87 SB  |
| 5     | Victoria Hudson   | AUT  | 61,24     |
| 6     | Kelsey-Lee Barber | AUS  | 60,34     |
| 7     | Liveta Jasiūnaitė | LTU  | 60,07     |
| 8     | Sigrid Borge      | NOR  | 59,20     |
| 9     | Elina Tzengko     | GRC  | 57,71     |
| 10    | Ariana Ince       | USA  | 56,72 SB  |
| 11    | Yulenmis Aguilar  | CUB  | 55,73     |